# Oncometopia costaica
Oncometopia costaica är en insektsart som beskrevs av Schröder 1960. Oncometopia costaica ingår i släktet Oncometopia och familjen dvärgstritar. Inga underarter finns listade i Catalogue of Life.